# Клан Металла
«Клан Металла» (англ. The Metal Clan) — пятый эпизод третьего сезона американского мультсериала «Легенда о Корре».

## Сюжет
Команда Аватара отправляется в город Заофу за новым магом воздуха. Лин не рада прибытию туда и требует никому не говорить о ней, демонстративно оставаясь в дирижабле. Команду встречает Айвей, которому Корра врёт, что с ними больше никого нет. Тем временем Захир приходит в островной храм воздуха семьи Тензина к остальным магам под видом покорителя воздуха. Айвей показывает команде город и приводит их к Суинь — главе Клана Металла и матери девушки по имени Опал, ставшей магом воздуха. Айвей чувствует, когда люди лгут, и Корре приходится признаться, что с ними прилетела шеф полиции Республиканского города. Су оказывается её единоутробной сестрой, чьё полное имя — Суинь Бейфонг. Они идут на дирижабль поговорить с Лин, но та не в лучших отношениях с сестрой. Суинь представляет команде своих сыновей (близнецов-спортсменов Вея и Винга и неформала Хьюана) и персонально знакомит с дочерью Опал. Она не хочет, чтобы её дочь уезжала жить в храм, и просит Аватара обучать Опал здесь. Те остаются на какое-то время, и вечером Корра тренирует девушку. В тот момент маги воздуха пытаются пройти через вращающиеся двери, но ни у кого не получается, кроме Захира. Кая сообщает, что утром им надо лететь в Северный храм воздуха к Тензину. Она говорит, что Аватар не с ним, и Захира это огорчает.
Команда ужинает с семьёй Су, и Болин устанавливает отношения с Опал. За трапезой Лин ссорится с сестрой, но тут к ним приходит Варик. Оказывается, Суинь дала ему второй шанс, и теперь он является её помощником. Лин злится на сестру и уходит. После ужина Болин говорит с Мако и решает побольше пообщаться с Опал. Су рассказывает Корре, что всегда соперничала с сестрой за внимание матери, и они пошли разными путями. Болин приходит к Опал и пытается произвести впечатление, но девушка говорит ему быть самим собой, ибо он ей нравится таким. Их прерывает Корра, которой нужна Опал. Захир заходит в кабинет Тензина и находит медальон гуру Лахимы со стихотворением. Его видит Икки, но вдруг приходит Кая. Она говорит племяннице идти спать и наконец узнаёт в человеке Захира. Они начинают сражаться, а затем бандит улетает искать Аватара. Корра приводит Опал к Лин, и племянница пытается поговорить с тётей, но последняя грубо прогоняет девушку. Опал убегает в слезах, и Аватар ругает злобную Лин за её чёрствость. Когда Корра уходит, Лин тоже плачет.

## Отзывы

Динамика оценок IGN к эпизодам 3 сезона мультсериала

Макс Николсон из IGN поставил эпизоду оценку 8,8 из 10 и написал, что «в „Клане Металла“ был отличный сюжет с участием Захира, который в конечном итоге сражался с Каей, — и, что удивительно, они бились наравне». Оливер Сава из The A.V. Club дал серии оценку «A-» и отметил, что она «сочетает в себе прекрасный дизайн, умный социальный посыл и сложных персонажей». Майкл Маммано из Den of Geek вручил эпизоду 5 звёзд из 5 и порадовался решению создателей, чтобы Лин и Суинь не знали своих отцов.
Главный редактор The Filtered Lens, Мэтт Доэрти, поставил серии оценку «A-» и написал, что «„Клан Металла“ был ещё одной сильной стороной в Книге Третьей». Мордикай Кнод из Tor.com ожидает предательство Варика или Суинь, которая «кажется слишком хорошей, чтобы это было правдой». Мэтт Пэтчес из ScreenCrush похвалил работу Генри Роллинза, который озвучил Захира.
Эпизод собрал 1,18 миллиона зрителей у телеэкранов США.